# Női kézilabda-Európa-bajnokság
A női kézilabda-Európa-bajnokság az Európai Kézilabda-szövetség szervezésében, minden páros évben, kétévente megrendezésre kerülő nemzetközi kézilabdatorna. Az első Eb-t 1994-ben rendezték, hasonlóan a férfi Európa-bajnokságokhoz. A női Eb-ket jellemzően decemberben rendezik meg, ahol a selejtezőket követően 16 nemzet válogatottja vesz részt.
A magyar női kézilabda-válogatott 2000-ben, Romániában szerzett Európa-bajnoki címet. Négy alkalommal bronzérmes lett.

## Tornák
A nőknél a kontinensviadalokon két északi ország dominanciája jellemző, három torna kivételével mindig norvég vagy dán elsőség született. Az egyik kivételt a magyar csapat érte el, 2000-ben Romániában.
| Év   | Rendező                                                        | Döntő           | Döntő        | Döntő           | Bronzmérkőzés   | Bronzmérkőzés | Bronzmérkőzés      |
| Év   | Rendező                                                        | Aranyérmes      | Eredmény     | Ezüstérmes      | Bronzérmes      | Eredmény      | Negyedik helyezett |
| ---- | -------------------------------------------------------------- | --------------- | ------------ | --------------- | --------------- | ------------- | ------------------ |
| 1994 | · Németország                                                  | · Dánia         | 27–23        | · Németország   | · Norvégia      | 24–19         | · Magyarország     |
| 1996 | · Dánia                                                        | · Dánia         | 25–23        | · Norvégia      | · Ausztria      | 30–23         | · Németország      |
| 1998 | · Hollandia                                                    | · Norvégia      | 24–16        | · Dánia         | · Magyarország  | 30–24         | · Ausztria         |
| 2000 | · Románia                                                      | · Magyarország  | 32–30        | · Ukrajna       | · Oroszország   | 21–16         | · Románia          |
| 2002 | · Dánia                                                        | · Dánia         | 25–22        | · Norvégia      | · Franciaország | 27–22         | · Oroszország      |
| 2004 | · Magyarország                                                 | · Norvégia      | 27–25        | · Dánia         | · Magyarország  | 29–25         | · Oroszország      |
| 2006 | · Svédország                                                   | · Norvégia      | 27–24        | · Oroszország   | · Franciaország | 29–25         | · Németország      |
| 2008 | · Macedónia                                                    | · Norvégia      | 34–21        | · Spanyolország | · Oroszország   | 24–21         | · Németország      |
| 2010 | Dánia / Norvégia                                               | · Norvégia      | 25–20        | · Svédország    | · Románia       | 16–15         | · Dánia            |
| 2012 | · Szerbia                                                      | · Montenegró    | 34–31 (h.u.) | · Norvégia      | · Magyarország  | 41–38 (h.u.)  | · Szerbia          |
| 2014 | Horvátország / Magyarország                                    | · Norvégia      | 28–25        | · Spanyolország | · Svédország    | 25–23         | · Montenegró       |
| 2016 | · Svédország                                                   | · Norvégia      | 30–29        | · Hollandia     | · Franciaország | 25–22         | · Dánia            |
| 2018 | · Franciaország                                                | · Franciaország | 24–21        | · Oroszország   | · Hollandia     | 24–20         | · Románia          |
| 2020 | · Dánia                                                        | · Norvégia      | 22–20        | · Franciaország | · Horvátország  | 25–19         | · Dánia            |
| 2022 | Észak-Macedónia / Montenegró / Szlovénia                       | · Norvégia      | 27–25        | · Dánia         | · Montenegró    | 27–25 (h.u.)  | · Franciaország    |
| 2024 | Ausztria / Magyarország / Svájc                                | · Norvégia      | 31–23        | · Dánia         | · Magyarország  | 25–24         | · Franciaország    |
| 2026 | Csehország / Lengyelország / Románia / Szlovákia / Törökország |                 |              |                 |                 |               |                    |
| 2028 | Norvégia / Dánia / Svédország                                  |                 |              |                 |                 |               |                    |
| 2030 | · Nincs döntés                                                 |                 |              |                 |                 |               |                    |
| 2032 | Németország / Dánia / Lengyelország                            |                 |              |                 |                 |               |                    |

## Éremtáblázat
Az alábbi táblázat az 1994–2024-ig megrendezett Európa-bajnokságokon érmet nyert csapatokat tartalmazza.
  *   Magyarország
| Helyezés             | Nemzet               | Arany | Ezüst | Bronz | Összesen |
| -------------------- | -------------------- | ----- | ----- | ----- | -------- |
| 1.                   | Norvégia             | 10    | 3     | 1     | 14       |
| 2.                   | Dánia                | 3     | 4     | 0     | 7        |
| 3.                   | Franciaország        | 1     | 1     | 3     | 5        |
| 4.                   | Magyarország*        | 1     | 0     | 4     | 5        |
| 5.                   | Montenegró           | 1     | 0     | 1     | 2        |
| 6.                   | Oroszország          | 0     | 2     | 2     | 4        |
| 7.                   | Spanyolország        | 0     | 2     | 0     | 2        |
| 8.                   | Hollandia            | 0     | 1     | 1     | 2        |
| 8.                   | Svédország           | 0     | 1     | 1     | 2        |
| 10.                  | Németország          | 0     | 1     | 0     | 1        |
| 10.                  | Ukrajna              | 0     | 1     | 0     | 1        |
| 12.                  | Ausztria             | 0     | 0     | 1     | 1        |
| 12.                  | Horvátország         | 0     | 0     | 1     | 1        |
| 12.                  | Románia              | 0     | 0     | 1     | 1        |
| Összesen (14 nemzet) | Összesen (14 nemzet) | 16    | 16    | 16    | 48       |